# Rivellia texana
Rivellia texana är en tvåvingeart som beskrevs av Osamu Namba 1956. Rivellia texana ingår i släktet Rivellia och familjen bredmunsflugor. Inga underarter finns listade i Catalogue of Life.